# Argetoaia
Argetoaia est une commune roumaine située dans le județ de Dolj.